# Act (Wallin)
Act is een compositie van de Noor Rolf Wallin. De componist omschrijft het werk als een werk dat handelt over snelheid, activiteit maar vooral samenwerking. Gezien dat laatste kan het werk beschouwd worden als een symfonie in de pure betekenis van het woord.
Het eendelig werk begint met de houtblazers in de hogere toonhoogten in een matig tempo. Na een kleine climax met percussie komen de wat minder hoge instrumenten aan het woord; in dit geval de hobo's die met arpeggioachtige klanken klinken alsof kleine luchtbelletjes omhoog dwarrelen in een oneindige oceaan. Daarop dringt het slagwerk zich weer op, maar in plaats van het orkest op sleeptouw te nemen, remmen zij het af in een crescendo. De gehele cyclus begint opnieuw en ook nu weer mengt het slagwerk zich in de muzikale bezigheden. Kennelijk heeft de rest van het orkest met het slagwerk gesproken, want nu versnellen zij samen in een accelerando naar het onverbiddelijke eind. De muziek lijkt zich automatisch te versnellen, zonder dat iemand er eigenlijk invloed op heeft; eenzelfde techniek gebruikte Georg Friedrich Haas in zijn in vain.

## Samenstelling
Het orkest bestaat uit:
- 3 dwarsfluiten; 3 klarinetten, 3 hobos, 3 fagotten;
- 4 hoorns, 3 trompetten, 3 trombones, 1 tuba;
- pauken; 4x percussie, piano/celesta, harp;
- strijkers

## Bron en discografie
- Uitgave Ondine; het Oslo Filharmoniske Orkester o.l.v. Jaap van Zweden